# FIVE (バンド)
FiⅤe（ファイブ）は日本のジャニーズ事務所所属の4人編成バンドで、ジャニーズJr.内のユニットの一つ。
1999年（平成11年）、テレビ朝日『8時だJ』内にて、「Ⅴ（ローマ数字の5）」の名前で結成が発表された。 後に「FIⅤE」に変更、その後、2007年（平成19年）5月16日に行われたLIVEより、「FiⅤe」と更に変更された。2011年12月30日のライブをもって活動停止した。

## メンバー
- 中江川力也（なかえがわ りきや、1983年6月6日（41歳） - ）[3]ボーカル、ギター[3]、コーラス担当　愛称「リッキー」
- 上里亮太（うえさと りょうた、1983年10月22日（41歳） - ）[3]ベース[3]、コーラス、ボーカル担当　愛称「リョータ」
- 牧野紘二（まきの こうじ、1984年1月30日（41歳） - ）[3][4] ドラム[3]、コーラス、ボーカル担当　愛称「マッキー」

### 過去のメンバー
- 小原裕貴（ベース）
- 小場賢（こば けん、1982年1月27日（43歳） - ）（ギター[3]）
- 石垣大祐（キーボード）

サブメンバー
- 佐藤ゆうき（さとう ゆうき）キーボード担当
  - 石垣が不在の時、代理として参加する。

## メンバー変遷
結成時（1999年）
- 小原裕貴、上里亮太、小場賢、牧野紘二

2000年夏（『ジャニーズJr.名鑑 2000 SPRING VOL.8』刊行時）
- 上里亮太（ベース）、牧野紘二（ドラム）、小場賢、中江川力也（ギター）

2001年春（『ジャニーズジュニア名鑑 2001 SPRING VOL.9』刊行時）
- 上里亮太、牧野紘二（ドラム）、中江川力也（ギター）、石垣大祐（キーボード）

## 来歴
バラエティ番組『8時だJ』で、小原・上里・牧野・小場の4人編成でバンド系新ユニットとして結成され、5人目のメンバーを募集するプロジェクトも進行していた。小原が脱退した同時期に中江川が加入。さらに2001年1月に小場が脱退し、翌2月に石垣が加入。2004年に1stライブ、2005年に2ndライブを行った際はジミーMackeyをゲストボーカルとして迎えた。2007年より石垣はQuestion?のメンバーとしても活動し、2つのバンドをかけもちすることになった。
2008年9月、関ジャニ∞の渋谷すばるとFLAT FIVE FLOWERSを結成。
バンドではあるがメンバー全員ダンスレッスンを受けたことがあり、機会があれば踊りたいと話していた。演奏する楽曲のほとんどは、メンバーが作詞作曲編曲したオリジナル曲であった。
2011年3月2日の名古屋でのコンサートで、中江川が一般女性と結婚することをファンに発表し、翌日3月3日に婚姻届を提出した。ジャニー喜多川社長に結婚の相談をした際には「いいんじゃない？今を逃したら結婚できなくなっちゃうよ」と言われOKが出たという。なお、届けの証人にはタッキー&翼の2人や渋谷すばるが名を連ねた。
同年11月13日のSHIBUYA AX公演にて、2011年（平成23年）をもってバンドの活動を休止し、また石垣はQuestion?の活動に専念するためにバンドを脱退することを発表した。
2011年12月30日の東京公演をもって、活動停止（事実上の解散）した。またQuestion?のメンバーとして残る石垣以外は、同日付でジャニーズ事務所を退所。2012年に新しいバンドPlan-Bを結成し、音楽活動を行っている。

## 楽曲
JASRAC 作品データベース検索サービスにて検索可能な楽曲を記載。アーティスト名は「FIVE（内国）」検索時はFIVEは全角文字で。
曲名の後に記述の無い作品は、作詞・作曲 中江川力也、出版者は全曲ジャニーズ出版。
- I&I - JASRAC作品コード：140-7433-8。
- ありがとうの唄（作詞・作曲：FIVE） - JASRAC作品コード：140-7396-0。
- アルバム[13] - JASRAC作品コード：157-8617-0。
- 呼吸 - JASRAC作品コード：178-3444-9。
- 今 - JASRAC作品コード：140-7432-0。
- 今の今 - JASRAC作品コード：142-8115-5。
- 今未無題（作詞・作曲：上里亮太、読み：いまはまだむだい） - JASRAC作品コード：178-3443-1。
- お前だけ - JASRAC作品コード：140-7405-2。
- 思うがまま - JASRAC作品コード：140-7428-1。
- 女 - JASRAC作品コード：140-7422-2。
- ガレ（作詞・作曲：上里亮太） - JASRAC作品コード：140-7403-6。
- 生（読み：き） - JASRAC作品コード：140-7420-6。
- 心[13] - JASRAC作品コード：157-8621-8。
- 幸魔法（読み：しあわせまほう） - JASRAC作品コード：167-3005-4。
- 四季 - JASRAC作品コード：140-7430-3。
- 双六 - JASRAC作品コード：167-3002-0。
- 手 - JASRAC作品コード：140-7425-7。
- 途方も無く（作詞：牧野紘二、作曲：中江川力也） - JASRAC作品コード：140-7400-1。
- 友達へ - JASRAC作品コード：157-8626-9。
- 謎掛けROCK'N ROLL（作詞：上里亮太、作曲：FIVE） - JASRAC作品コード：167-3000-3。
- 七色 - JASRAC作品コード：165-2269-9。
- 華[13] - JASRAC作品コード：157-8625-1。
- 母 - JASRAC作品コード：158-2315-6。
- 春（作詞・作曲：牧野紘二） - JASRAC作品コード：158-2314-8。
- 道 - JASRAC作品コード：142-8118-0。
- もし僕が子供の頃夢見たスーパーヒーローだったら - JASRAC作品コード：167-3003-8。
- 約束 - JASRAC作品コード：167-3004-6。
- 雪（作詞：牧野紘二、作曲：FIVE） - JASRAC作品コード：142-8120-1。
- Cry[13] - JASRAC作品コード：153-1061-2。
- FIVE OVERTURE 2011（作曲：FIVE） - JASRAC作品コード：178-3431-7。
- IZUMI - JASRAC作品コード：140-7423-1。
- ONE DAY（作詞：JIMMY MACKEY、作曲：中江川力也） - JASRAC作品コード：111-1704-4。
- ONE SOUND（作詞：牧野紘二、作曲：中江川力也） - JASRAC作品コード：178-3432-5。
- Time[13] - JASRAC作品コード：140-7418-4。
- TIME2 - JASRAC作品コード：140-7408-7。
- TOWER（作詞：SUBARU、作曲：中江川力也） - JASRAC作品コード：098-7513-1。
- Window[13]（作詞：SUBARU、作曲：中江川力也） - JASRAC作品コード：098-7515-8。

## 出演

### バラエティ
- 8時だJ（1999年5月 - 9月、テレビ朝日）[14]
- Music Jump（1999年 - 2000年、NHK BS2）
- music-enta（2000年4月 - 2000年3月26日、テレビ東京）
- ザ少年倶楽部（2000年4月-、NHK）

### テレビドラマ
- っポイ!（1999年、日本テレビ）- 上里亮太（馬場役）
- 怖い日曜日（1999年、日本テレビ）- 上里亮太（第7回）、牧野紘二（第4回・第8回）
- 怖い日曜日〜新章〜（1999年、日本テレビ）- 上里亮太（第2回・第9回）、中江川力也（第7回）、牧野紘二（第9回）
- 青い鳥症候群（1999年、テレビ朝日） - 上里亮太（藤沢慎吾役）
- TEAM（1999年、フジテレビ） - 牧野紘二（第2話 菊池伸也役）
- 怖い日曜日〜2000〜（2000年、日本テレビ）- 牧野紘二（第5回）、中江川力也（第5回・第13回）、上里亮太（第18回）
- 史上最悪のデート（2000年、日本テレビ） - 上里亮太（第19話）
- 太陽は沈まない（2000年、フジテレビ） - 牧野紘二（柏野広太役）
- カバチタレ!（2001年、フジテレビ） - 牧野紘二（戸塚則夫役）
- ルーキー!（2001年、関西テレビ放送） - 牧野紘二（第6話 サトシ役）
- プラトニック・セックス（2001年9月、フジテレビ） - 牧野紘二（第2部 加奈の弟役）
- 特上カバチ!!（2010年、TBSテレビ） - 上里亮太(土方竜馬役）

### コンサート
- Fresh Spring Concert '99（1999年6月20日、大阪城ホール）[15]

## ライブ
※ 「You Gotta Rock」公演については、表の下に記載。
| 年              | タイトル                                             | 公演日程               | 会場 | 備考 |
| --------------- | ---------------------------------------------------- | ---------------------- | --- | --- |
| 2004年          | FIVE&ジミーMackey「1st Live」                        | 8月13日                | SHIBUYA-AX | ジミーMackeyをゲストボーカルに迎えた、初の単独ライブ。 |
| 2005年          | FIVE&ジミーMackey「2nd Live」                        | 9月2日                 | ステラボール | 単独ライブ。前回同様ジミーMackeyをゲストボーカルに迎えた。 |
| 2006年          | 渋谷すばるwith大倉BAND 2006                          | 8月29日・30日・9月17日 | 東京国際フォーラム ホールA                                                                                            | 渋谷すばる・大倉忠義のライブに「BAND」として参加。バックバンドを務めただけではなく、披露した楽曲のアレンジもすべてFIVEが行った。このライブにリハーサルの時間を割けなかった渋谷・大倉は、FIVEが事前に準備を進めていたおかげでバンドとしてすぐに取り掛かれる事が出来たと発言している。セットリストの中には牧野・大倉によるツインドラム対決や、FIVEとしてのコーナーも組み込まれてあった。 |
| 2008年          | FiVe @ WEST LIVE                                     | 3月21日                | 神戸 WYNTERLAND | 東京以外で行われた、初の単独ライブ。 |
| 2008年          | FiVe First Live House Tour                           | 6月26日-7月29日        | 仙台HooK、札幌KRAPS HALL、大阪MUSE HALL、金沢AZ、福岡DRUM Be-1                                                        | 「You Gotta Rock」公演の功績が認められ、初の単独ライブハウスツアーを開催。 |
| 2008年          | 渋谷すばる with FiVe LIVE 2008 「FLAT FIVE FLOWERS」 | 2008年9月4日-10月6日   | 大阪 梅田芸術劇場、お台場・青海J地区特設会場「Johnnys Theater」                                                       | 渋谷すばると組んだ『FLAT FIVE FLOWERS』として出演。 |
| 2008年-2009年   | FiVe LIVE TOUR 2008-2009                             | 11月14日-1月13日       | 札幌cube garden、広島 BACK BEAT、熊本BATTLE-STAGE、福岡DRUMLOGOS、大阪SUN HALL、大阪FANJ twice                        | "JAPANツアー"第2弾。 |
| 2008年          | FiVe・Question? 2008 年忘れLIVE                      | 12月30日・31日         | JCBホール | 同じ事務所所属のバンド・Question?との対バンライブ。FLAT FIVE FLOWERSも出演。 |
| 2009年          | ロックな仲間たち2009 初日の出 LIVE                   | 1月1日                 | JCBホール | ジャニーズ史上初めて深夜から行なわれたQuestion?とのライブ。FLAT FIVE FLOWERS、安田章大、内博貴、錦戸亮がゲスト出演。 |
| 2009年          | J Rock Dream MATCHY '09                              | 2月13日 - 2月22日      | 日本武道館、大阪城ホール                                                                                              | 近藤真彦プロデュースによる、ジャニーズのロックイベント。近藤真彦、Question?、FLAT FIVE FLOWERSと共演し、野村義男、今井翼がゲスト出演した。 |
| 2009年          | FiVe White Day LIVE OSAKA                            | 3月14日                | 梅田芸術劇場 | 当初は14時公演だけだったが18時公演も追加された。 |
| 2009年          | QUESTION FIVE FLOWERS                                | 3月29日 - 5月28日      | 北海道厚生年金会館、Zepp Sendai、JCBホール、SHIBUYA AX、名古屋市公会堂、梅田芸術劇場、広島ALSOKホール                 | Question?、FLAT FIVE FROWERSと共に行われたツアー。当初11公演であったが、6公演を追加。名古屋公演には今井翼がゲスト出演した。 |
| 2009年          | FiVe LIVE TOUR '09夏                                 | 7月30日 - 8月20日      | 仙台CLUB JUNK BOX、広島BACK BEAT、新潟CLUB JUNK BOX、札幌cube garden                                                  | 石垣は『PLAYZONE 2009』へ出演していたため、本ツアーには参加しなかった。 |
| 2009年 - 2010年 | 内博貴 with FiVe & Question?                         | 12月2日 - 1月4日       | Zepp Sapporo、国立代々木競技場 第一体育館、名古屋市公会堂、大阪城ホール、Zepp Fukuoka                                 | 内博貴、Question?とのジョイントライブツアー |
| 2010年          | Rockな仲間たち 2010 初日の出LIVE                     | 1月1日                 | JCBホール | 午前2時30分から始まった、Question?との対バンライブ。内博貴がゲスト出演。 |
| 2010年          | FiVe LIVE 2010 OSAKA KIN賀 新NEN                     | 1月5日                 | 心斎橋クラブクアトロ                                                                                                  | 当初19時開演のみであったが、15時30分追加された。 |
| 2010年          | FiVe LIVE TOUR 2010                                  | 5月29日 - 6月24日      | 広島 BACK BEAT、札幌 SUSUKINO 810、熊本 BATTLE-STAGE、大阪 心斎橋クラブクアトロ                                       | 大阪公演が3公演追加され、全5公演が全8公演に。 |
| 2010年          | MOUSE PEACE uniting with FiVe TATSUYA UEDA LIVE 2010 | 8月4日 - 10月3日       | 北海道立総合体育センター（北海きたえーる）、マリンメッセ福岡、広島グリーンアリーナ、国立代々木競技場 第一体育館       | |
| 2010年          | FiVe LIVE in SEOUL                                   | 8月8日                 | 韓国 ソウル Rolling Hall                                                                                              | グループ初の単独海外公演。 |
| 2010年          | FiVe LIVE in TAIPEI                                  | 8月26日                | 台湾 台北 The WALL 公館                                                                                               | |
| 2010年          | FiVe・Question? 年忘れLIVE 2010                      | 12月31日               | JCBホール | |
| 2011年          | 初日の出LIVE 2011                                    | 1月1日                 | JCBホール | Question?との対バンライブ。今井翼と内博貴も出演。 |
| 2011年          | Five Live Asia 2011 in Hong Kong                     | 1月31日                | 香港 九龍湾国際展望センター オーディトリウム                                                                          | |
| 2011年          | Five Live Asia 2011 in Osaka                         | 2月3日                 | 森ノ宮ピロティホール                                                                                                  | |
| 2011年          | FiVe Live Asia Tour 2011                             | 3月2日 - 5月27日       | 名古屋 THE BOTTOM LINE、大阪 クラブクアトロ、福岡 DRUM Be-1、札幌 cube garden                                         | 3月17日の札幌公演は東日本大震災の影響により、5月27日に延期となった。 |
| 2011年          | Five Live Asia 2011 in SEOUL                         | 4月18日                | 韓国 ソウル Rolling Hall                                                                                              | |
| 2011年          | Five Live Asia 2011 in Bankok                        | 4月25日                | タイ バンコク Mello Yello RCA                                                                                         | 初のバンコク公演 |
| 2011年          | FiVe Live Asia 2011 Taipei                           | 5月23日                | 台湾 台北 The WALL 公館                                                                                               | 東日本大震災の影響により、3月28日から公演延期となった。 |
| 2011年          | FiVe Live 2011                                       | 9月15日 - 11月13日     | 名古屋 THE BOTTOM LINE、森ノ宮ピロティホール、福岡 DRUM Be-1、札幌 cube garden、金沢 AZ、SHIBUYA-AX                   | 石垣は、11月13日の東京公演のみ、4人での挨拶の時のみ参加（演奏は無し）。またその挨拶の場で、2011年をもって活動を停止することを発表した。 |
| 2011年          | FiVe Live 2011 〜Thank You FiVe Family〜             | 11月26日 - 12月30日    | 高知 キャラバンサライ、高松 DIME、青森 Quauter、盛岡 CLUB CHANGE WAVE、仙台 darwin、福島 C-moon、TOKYO DOME CITY HALL | FiVe最後のコンサートツアー。石垣は12月30日の東京での最終公演のみ参加。東京公演では、ストリングスやホーンセクションも参加し、またQuestion?の後藤泰観がゲストで参加した。 |

### You Gotta Rock
2007年-2008年に渋谷で、定期的に行われていた単独ライブ。大々的な告知はされないシークレットライブ扱いかつ抽選方式による入場であった。2007年5月16日に公演ではゲストにQuestion?と今井翼が登場した。
2007年10月公演以降は、「コンサート事務局」が管理するチケット販売サイト「Jticket」（ジェイチケット）のホームページにて、開催告知およびチケット販売が行われた。また公演によっては、ライブを見に来たタレント（亀梨和也、他）がゲストとして紹介された。
なお、タイトルの「You Gotta Rock」はダブルミーニングで、バンドのFiVeが「Rockする」という意味と、「夕方、6（ろく）」時開演という意味があった（しかし実際に2回公演があっても、開演時間は17時と19時30分な為、夕方6時(18時)には開演しなかった）。
会場
Shibuya eggman

公演
- 2007年5月16日（1回公演）、7月18日（1回公演）、10月31日（1回公演）、12月12日（2回公演）
- 2008年2月27日（2回公演）、4月23日（2回公演）、6月25日（2回公演）〔「You Gotta Rock」開催一周年を記念して、1部はアコースティック・バージョン、2部はバンド・バージョンで開催〕、10月29日（2回公演）